# Castanea dentata
Castanea dentata là một loài thực vật có hoa trong họ Fagaceae. Loài này được (Marshall) Borkh. mô tả khoa học đầu tiên năm 1800.

## Hình ảnh

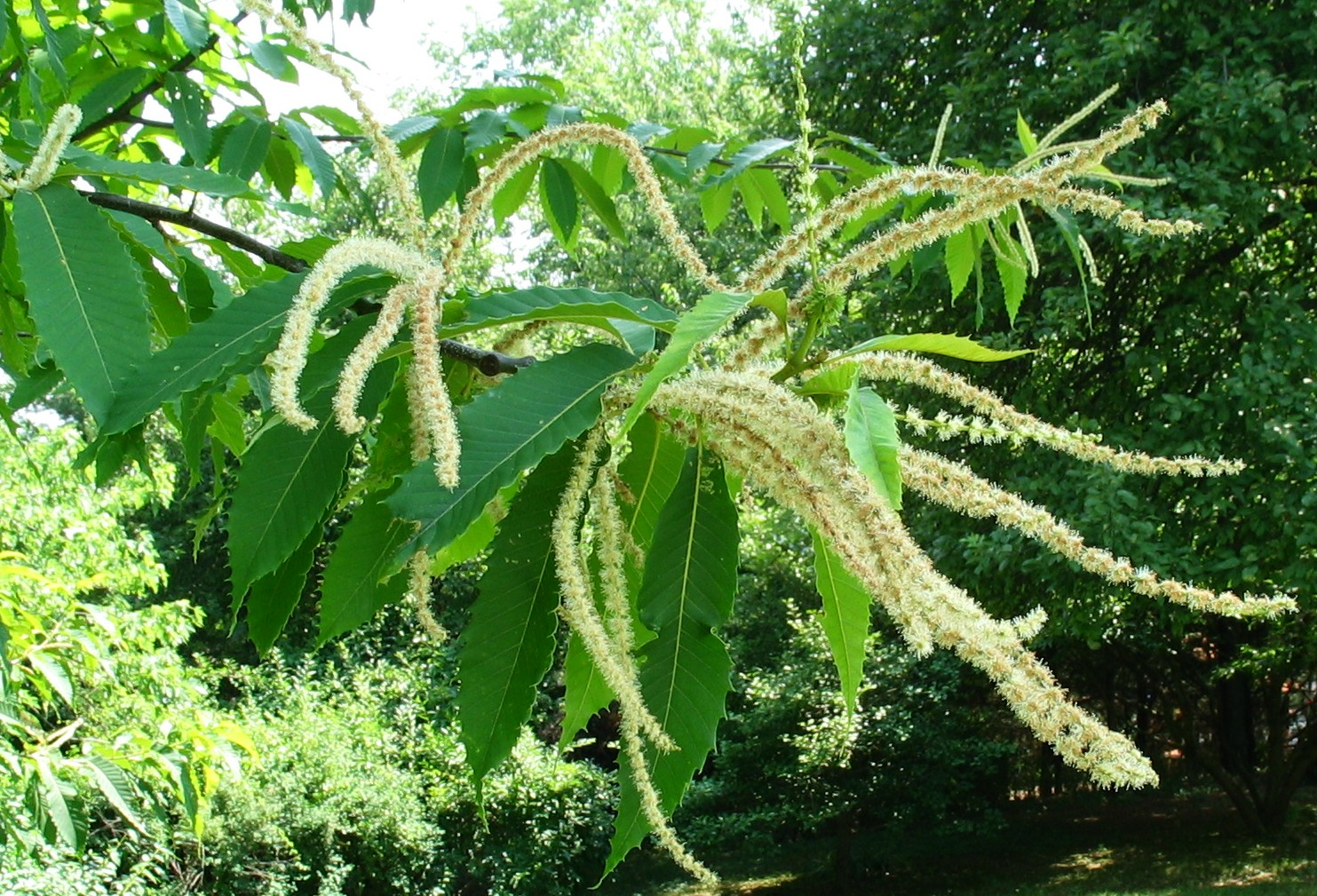
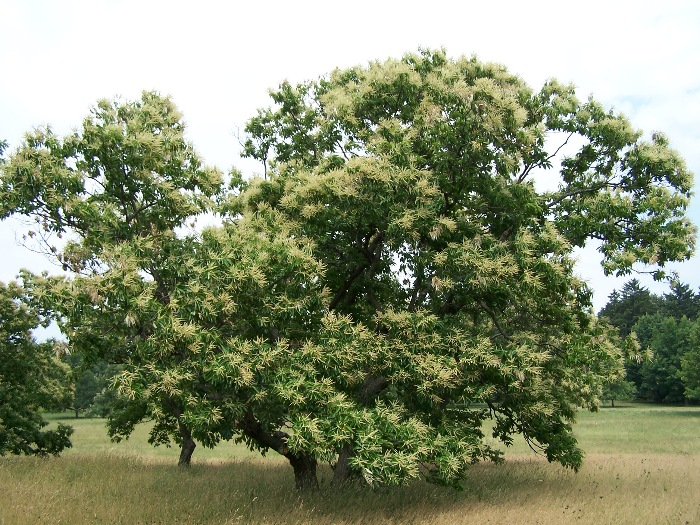
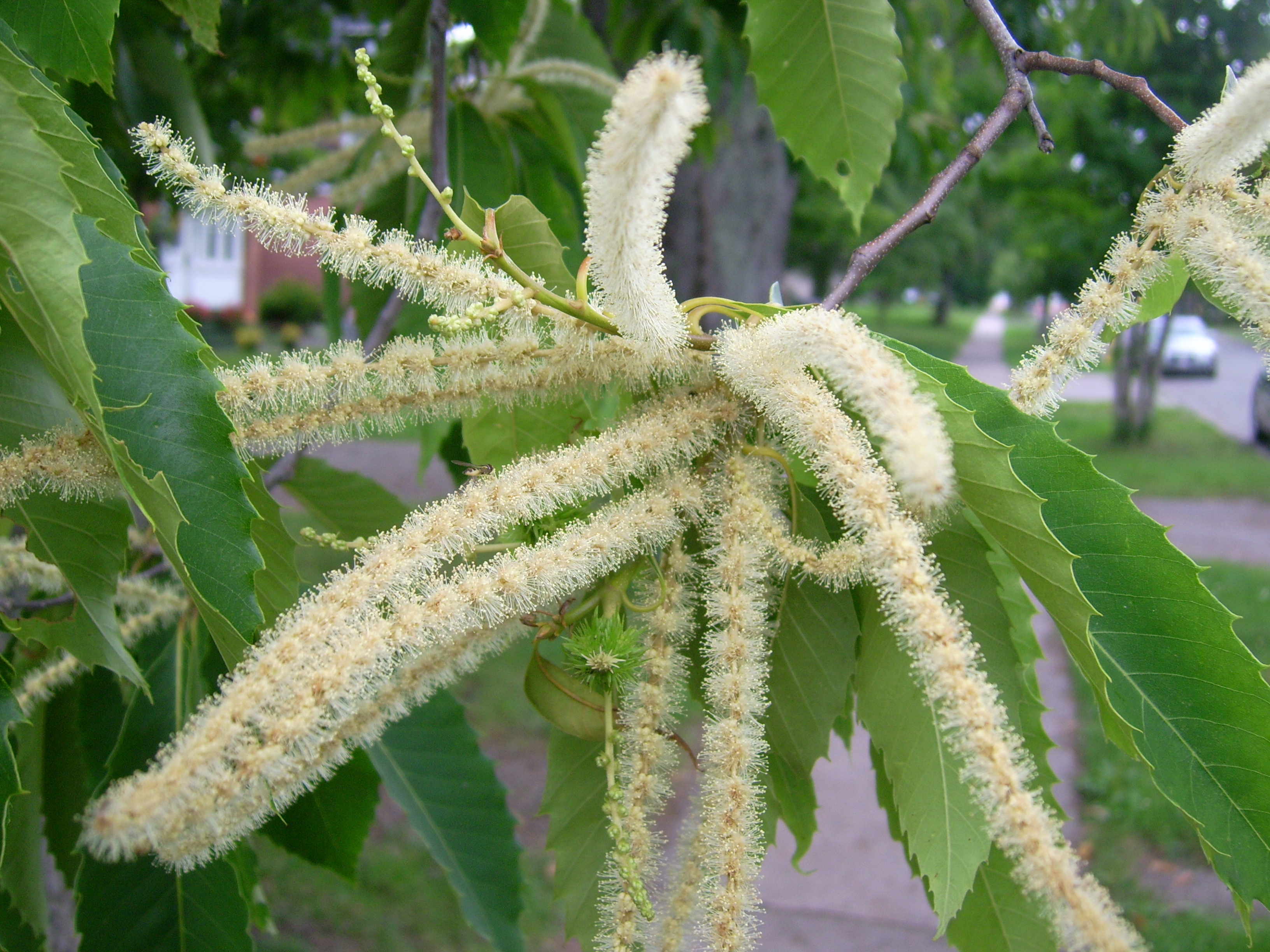